# 粗柄槭
粗柄槭（学名：Acer tonkinense）为槭树科槭属下的一个种。

## 扩展阅读
- 維基物種上的相關：粗柄槭